# Meiway
 (mars 2023).
Si vous disposez d'ouvrages ou d'articles de référence ou si vous connaissez des sites web de qualité traitant du thème abordé ici, merci de compléter l'article en donnant les références utiles à sa vérifiabilité et en les liant à la section « Notes et références ».
Meiway , de son vrai nom Frédéric Désiré Patrice Ehui, surnommé Le professeur Awôlôwôh ou Le génie de Kpalèzo, est un auteur-compositeur-interprète, arrangeur, réalisateur et producteur ivoirien né le 17 mars 1962 à Abidjan. Créateur du genre musical Zoblazo (la « danse des mouchoirs blancs ») inspiré des rythmes folkloriques du sud de la Côte d'Ivoire, il le décline tout au long de sa carrière d'abord en Côte d'Ivoire puis à travers le monde. Il a eu une forte influence sur la culture musicale de son pays et est considéré comme un artiste ivoirien majeur du XXIe siècle. Il a treize albums à son actif. Il dirige également son propre label dénommé Meiway Organisation. Meiway est citoyen d'honneur de Grand-Bassam et est officier de l'Ordre national ivoirien. Le 16 juin 2024, il a célébré ses 35 ans de carrières musicales au Parc des expositions d'Abidjan.

## Biographie
Désiré Frédéric Ehui commence sa carrière en Côte d'Ivoire au début des années 1980 comme ⁣⁣musicien⁣⁣, amateur au sein de diverses formations, avant de s'installer en France en 1985. Il prend le nom de scène de Meiway et finance son premier album, Ayibebou, qui sort en 1989. Le succès de ses premiers enregistrements le pousse à retourner en Côte d'Ivoire. Il sort, durant les deux décennies suivantes, huit autres albums studio, et effectue plusieurs tournées.
À l'occasion de la célébration de ses vingt ans de carrière, Meiway sort, en 2009, son dixième album intitulé M20 avec des sonorités variées. Cet album comprend la participation de « guest stars » comme Passi pour le titre Dedans et Lynnsha pour Mami.
En 2012, Meiway sort Professeur, son onzième album, comprenant quinze titres, dont deux duos avec Black Kent et Soum Bill. Il enregistre Lady chérie en duo avec Éric Virgal, un single mêlant zouk et zoblazo.
En 2016, pour l'album Illimitic, douzième de sa discographie, Meiway a souhaité faire des featurings avec des grands musiciens : Étienne Mbappé (Cameroun), Nicolas Gueret (France), Christian Martinez (France), Philippe Henry (France), Donguy (Côte d'Ivoire), Amen Viana (Togo), Olivier Tshimanga (RDC), Frank Nelson (Haïti/France), Juhan Ecare (Côte d'Ivoire/Finlande), Thomas Guei (Côte d'Ivoire), Michel Bass (RDC).
En 2019, voilà trente ans que l'artiste a publié son premier album. Pour la célébration de cet anniversaire, il sort le treizième album de sa discographie : Légende. Cet album de seize titres avec une forte coloration Zoblazo a été réalisé à Abidjan et à Paris avec la participation des arrangeurs Donguy, DSK on the Beat, Champy Kilo et JC beat, et d'éminents musiciens : Nicolas Guéret (France), Christian Martinez (France), Fabien Cyprien (France), Olivier Tshimanga (RDC), Amen Viana (Togo), Frank Nelson (Haïti/France), Juhan Ecare (Côte d'Ivoire/Finlande), Michel Bass (RDC), Belmond de Beauville (Cameroun) et le Zo Gang.

## Discographie

### Albums studio
- 1989 : Ayibebou
- 1992 : 200% Zoblazo
- 1993 : Jamais 203
- 1995 : Appolo 95
- 1997 : Les génies vous parlent
- 1999 : Extraterrestre
- 2001 : Éternel
- 2004 : Golgotha
- 2006 : 9ème commandement
- 2009 : M20
- 2012 : Professeur
- 2016 : Illimitic
- 2019 : Légende

### Compilations
- 1997 : Best Of[15]
- 2003 : Le Meilleur De Meiway

### Albums collaboratifs
- 1998 : Hold Up (avec Zo Gang)[16]
- 2000 : Le Procès (avec Zo Gang)

## Vidéographie
- 1995 : Appolo 95
- 2002 : Éternel : Meiway
- 2004 : Golgotha
- 2007 : 9ème Commandement
- 2010 : Meiway — M20 en concert à l'Élysée-Montmartre
- 2012 : Meiway : M20

## Récompenses et distinctions
- 1990 : Meilleur artiste masculin de Côte d’Ivoire[9]
- 1991 : Meilleur artiste d'afro-caraïbes aux Africa Music Awards (Abidjan, Côte d'Ivoire)[9]
- 1994 : Meilleure prestation scénique aux Africa Music Awards (Abidjan, Côte d'Ivoire)[9]
- 1995 : Prix spécial Henri Konan Bédié et le Wembélé d'or pour l'album Jamais 203 à la Nuit du Poro (Côte d'Ivoire)[9]
- 1996 : Meilleur artiste d'Afrique de l'Ouest aux Kora Awards (Afrique du Sud)[9]
- 1997 : Coupe de l'excellence - Prix National des Arts et de la Culture[9]
- 1997 : Meilleur album d'ambiance pour Les génies vous parlent à la seconde édition de la Nuit des As[9].
- 1997 : Prix du Cœur d'or au Cœur en action[9]
- 1998 : Super clip d’or pour Les génies vous parlent aux RTI Studio 302 Ivoire Clips Show (Côte d'Ivoire)[9].
- 1998 : Trois récompenses aux Kora Awards (Sun City, Afrique du Sud) : Meilleur artiste de l'Afrique de l’Ouest, Meilleur arrangeur et Meilleur vidéo-clip avec Les génies vous parlent[9]
- 1998 : Meilleur artiste live à la troisième édition de la Nuit des As[9].
- 2001 : Meilleur artiste de musique traditionnelle d’Afrique aux Kora Awards (Afrique du Sud)[9]
- 2002 : Meilleur arrangement d’Afrique aux Kora Awards (Afrique du Sud)[9]
- 2003 : Prix de l'intégration africaine aux Kundé (Ouagadougou, Burkina Faso)[9]
- 2005 : Meilleur artiste d'Afrique de l'Ouest aux Kundé (Ouagadougou, Burkina Faso)[9]
- 2005 : Tiercé d'or à la seconde édition du Tiercé Gagnant[9]
- 2005 : Meilleur artiste masculin d’Afrique de l’Ouest aux Trophées de la musique au Mali (Bamako, Mali)[9]
- 2005 : Trois récompenses au Top d'Or (Abidjan, Côte d'Ivoire) : Meilleur artiste de variétés, meilleur artiste masculin ivoirien et le TOP D’OR des TOP[9]
- 2007 : Ambassadeur des N'zima Kôtôkô à la cérémonie de l'ABISSA (Grand-Bassam, Côte d'Ivoire).
- 2014 : Officier de l'Ordre national ivoirien[6]
- 2015 : Ambassadeur de bonne volonté de l'ONG Well Africa[17]
- 2017 : 3e prix au festival Canal d'or (Cameroun)[18]
- 2019 : Citoyen d'honneur de Grand-Bassam[5]
- 2020 : Prix d'excellence du gala Efficience Rise up diaspora (Paris, France)[19]